# Medaglia Rumford
Nel 1796, Benjamin Thompson, noto anche come Conte Rumford, donò indipendentemente $5000 alla Royal Society di Londra e all'American Academy of Arts and Sciences ( statunitense) perché attribuissero un premio biennale agli scienziati impegnati in ricerche nel campo della luce o del calore.
La Royal Society di Londra iniziò ad assegnare la medaglia Rumford; l'American Academy of Arts and Sciences il premio Rumford.
La medaglia Rumford viene attribuita a scienziati che lavorano in Europa; viene assegnata ogni due anni per premiare importanti e recenti scoperte nel settore delle proprietà termiche ed ottiche della materia. La medaglia è d'argento, e prevede anche la consegna di una somma di 1000 sterline.

## Elenco dei premiati

### Dal 1800 al 1850
- 1800: Benjamin Thompson
- 1804: John Leslie
- 1806: William Murdoch
- 1810: Étienne Louis Malus
- 1814: William Charles Wells
- 1816: Humphry Davy
- 1818: David Brewster
- 1824: Augustin-Jean Fresnel
- 1832: John Frederic Daniell
- 1834: Macedonio Melloni
- 1838: James David Forbes
- 1840: Jean-Baptiste Biot
- 1842: William Henry Fox Talbot
- 1846: Michael Faraday
- 1848: Henri Victor Regnault
- 1850: François Jean Dominique Arago

### Dal 1852 al 1900
- 1852: George Gabriel Stokes
- 1854: Neil Arnott
- 1856: Louis Pasteur
- 1858: Jules Jamin
- 1860: James Clerk Maxwell
- 1862: Gustav Robert Kirchhoff
- 1864: John Tyndall
- 1866: Armand Hippolyte Louis Fizeau
- 1868: Balfour Stewart
- 1870: Alfred Olivier Des Cloizeaux
- 1872: Anders Jonas Ångström
- 1874: Joseph Norman Lockyer
- 1876: Pierre Jules Cesar Janssen
- 1878: Alfred Cornu
- 1880: William Huggins
- 1882: Sir William de Wiveleslie Abney
- 1884: Tobias Robertus Thalen
- 1886: Samuel Pierpont Langley
- 1888: Pietro Tacchini
- 1890: Heinrich Rudolf Hertz
- 1892: Nils C Duner
- 1894: James Dewar
- 1896: Philipp Lenard Wilhelm Conrad Rontgen
- 1898: Oliver Joseph Lodge
- 1900: Antoine Henri Becquerel

### Dal 1902 al 1950
- 1902: Charles Algernon Parsons
- 1904: Ernest Rutherford
- 1906: Hugh Longbourne Callendar
- 1908: Hendrik Anton Lorentz
- 1910: Heinrich Rubens
- 1912: Kamerlingh Onnes
- 1914: Lord Rayleigh
- 1916: William Henry Bragg
- 1918: Charles Fabry and Alfred Perot
- 1920: Lord Rayleigh
- 1922: Pieter Zeeman
- 1924: Charles Vernon Boys
- 1926: Arthur Schuster
- 1928: Friedrich Paschen
- 1930: Peter Debye
- 1932: Fritz Haber
- 1934: Wander Johannes de Haas
- 1936: Ernest John Coker
- 1938: Robert Williams Wood
- 1940: Karl Manne Georg Siegbahn
- 1942: Gordon Miller Bourne Dobson
- 1944: Harry Ralph Ricardo
- 1946: Alfred Egerton
- 1948: Franz Eugen Simon
- 1950: Frank Whittle

### Dal 1952 al 2000
- 1952: Frits Zernike
- 1954: Cecil Reginald Burch
- 1956: Frank Philip Bowden
- 1958: Thomas Merton
- 1960: Alfred Gordon Gaydon
- 1962: Dudley Maurice Newitt
- 1964: Hendrik Christoffel van de Hulst
- 1966: William Penney
- 1968: Dennis Gabor
- 1970: Christopher Hinton
- 1972: Basil John Mason
- 1974: Alan Cottrell
- 1976: Ilya Prigogine
- 1978: George Porter
- 1980: William Frank Vinen
- 1982: Charles Gorrie Wynne
- 1984: Harold Horace Hopkins
- 1986: Denis Rooke
- 1988: FJ Weinberg
- 1990: Walter Eric Spear
- 1992: HNV Temperley
- 1994: A Keller
- 1996: G Turner
- 1998: Richard Henry Friend
- 2000: Wilson Sibbett

### Dal 2002 ad oggi
- 2002: David King
- 2004: Richard Dixon
- 2006: Jean-Pierre Hansen
- 2008: Edward Hinds
- 2010: Gilbert Lonzarich
- 2012: Roy Taylor
- 2014: Jeremy Baumberg
- 2016: Ortwin Hess
- 2018: Ian Walmsley
- 2020: Patrick Gill
- 2021: Carlos Frenk
- 2022: Raymond Pierrehumbert
- 2023: Polina Bayvel